# لبن (الرياض)
لبن، هي مركز من فئة (ب) وتقع في إمارة مدينة الرياض، والتابعة لمنطقة الرياض في السعودية. وتبعد لبن عن إمارة الرياض بمسافة تقارب () كم.